# یواس‌اس وندالیا (۱۸۷۶)
یواس‌اس وندالیا (۱۸۷۶) (به انگلیسی: USS Vandalia (1876)) یک کشتی بود که طول آن ۲۱۶ فوت (۶۶ متر) بود. این کشتی در سال ۱۸۷۶ ساخته شد.